# ファルーカモデルズ
ファルーカモデルズ（falucca models）は、福岡市中央区にあるモデル事務所、タレントプロダクション、芸能事務所。

## 概要
福岡・九州を中心に国内主要都市で活躍するモデル・タレントをマネージメントする事務所として設立。日本モデルエージェンシー協会に加盟している。代表でありメイン講師は、坂田陽子。
主な業務…モデル・タレント育成＆マネージメント、イベント企画立案運営、演者・スタッフのキャスティング
1. CM、広告、ファッション雑誌、講師業などで活躍するモデル・タレント育成、マネジメント事業。
2. ファッションショー、ブライダルショー、着物ショー、ファッション系プロモーション等ファッション関連を中心に様々なイベントプロデュースを手がけている、イベント事業部
3. モデル・タレント・エキストラ手配、講師・起業家・芸能家、セミナー企画運営業務、ヘアメイク・カメラマン等のアーティストを手配する等、福岡・九州を中心にしたキャスティング業務。

## 沿革
- 2012年 (平成24年) 
  - 個人プロダクション ファルーカモデルズ設立
  - 福岡県経営革新承認 第4121号
- 2015年 (平成27年) 
  - 福岡女性いきいき塾 3期生
  - 個人経営の組織を改め、ファルーカ株式会社を設立
  - 一般社団法人日本モデルエージェンシー協会 J.M.A.A 入会 会員登録

## 所属モデル

### メンズモデル・俳優・タレント
- なつめ

### メンズモデル・俳優
- 鶴悠世
- 宮崎一生（CREATE JAPAN AGENCYと業務提携）

### メンズ
- 江渕孝
- 坂田弘太郎
- ヒカル
- 古庄剛士
- 米村紬

### ミセスモデル・タレント
- 坂田陽子

### ミセス
- 家仲ひかり
- 伊東貴子
- 小田みなみ
- 織江美樹
- さくら
- さとう愛花
- 三小田貴美子
- 清水かえ
- 中園和伽子
- 中村しずか
- 三浦ゆかり
- 光子

### レディースモデル・女優・タレント
- 大島麻未（CREATE JAPAN AGENCYと業務提携）

### レディースモデル・タレント
- 相部心咲
- 今村ふわり
- 比菜

### レディース
- ARISA
- 岩咲名那
- 江藤珠奈
- 新開彩夏
- MOE
- 渡邉菜月

### ジュニア
- 大城美菜
- 甲斐風香
- 咲耶
- 中島千覚
- 仲りな
- 珠妃
- ひまり
- 南朱鳥
- 美夢
- ゆい

### キッズ
- ここね
- 咲
- とあ
- にこ
- のあ
- 橋本えま
- ゆい

## かつて所属していたモデル

### メンズ
- 安西鴻生
- 井上幸雄
- 山下弘太郎

### ミセス
- 坂井千夏
- 佐々木由美
- 中園ゆかり
- 乃梨子
- 福永明子
- 美穂
- 村本優奈（バナナマンキャンディ）

### レディース
- 秋吉里美
- 安藤ちはる
- 大串菜月
- カレン
- 都知木サリー
- ミユキ
- 美南
- 実結

### キッズ
- さわこ
- たまき
- ヒロ